# Pablo Lara
Pablo Lara Rodríguez (* 30. Mai 1968 in Santa Clara) ist ein ehemaliger kubanischer Gewichtheber.

## Sportliche Karriere
Laras erster internationaler Auftritt war zur WM 1987 in Ostrava, wo er mit 337,5 kg im Mittelgewicht bis 75 kg den vierten Platz belegte. Zur WM 1989 konnte er seine Zweikampfleistung auf 357,5 kg verbessern, was eine Bronzemedaille im Reißen, sowie die Silbermedaille im Zweikampf bedeutete. 1991 bei den Weltmeisterschaften in Donaueschingen gewann er mit 355,0 kg seine erste Weltmeisterschaft.
Zu den Olympischen Spielen 1992 in Barcelona konnte Lara seine Leistung bestätigen und wurde mit 357,5 kg Zweiter hinter Fedor Kasapu. Da beide dieselben Lasten hoben, entschied lediglich das um 250 g höhere Körpergewicht Laras die Platzierung.
Als 1993 die Klassen umstrukturiert wurden, blieb Lara im Mittelgewicht, nun bis 76 kg. Bei der WM 1994 gewann er in der neuen Klasse mit 365,0 kg im Zweikampf erneut Gold, vor Ingo Steinhöfel mit 362,5 kg. Die Weltmeisterschaften ein Jahr später beendete Lara ebenfalls mit Gold. Im Reißen, Stoßen und im Zweikampf belegte er jeweils den ersten Platz und verwies den Bulgaren Joto Jotow im Zweikampf auf den zweiten Platz. Im letzten Versuch des Stoßens scheiterte er an der Weltrekordlast von 208,0 kg.
Bei seinen zweiten Olympischen Spielen 1996 in Atlanta gewann Lara mit 367,5 kg olympisches Gold, erneut vor Jotow.
1997 bei seinen letzten Weltmeisterschaften in Chiang Mai konnte Lara im Stoßen keinen gültigen Versuch einbringen, nachdem er im Reißen mit 160 kg auf dem 6. Platz landete.

## Sonstiges
- Pablo Laras Bruder Emilio (* 1970) war ebenfalls Gewichtheber. Er wurde bei den Olympischen Spielen 1992 Sechster im Mittelschwergewicht bis 90 kg.[2]
- Lara hob 5 Weltrekorde. Vier davon im Stoßen und einen im Zweikampf. Er war bis zur Abschaffung der Klasse bis 76 kg Weltrekordhalter im Stoßen und im Zweikampf.

## Persönliche Bestleistungen
- Reißen: 165,0 kg in der Klasse bis 76 kg 1996 in Szekszárd;
- Stoßen: 208,0 kg in der Klasse bis 76 kg 1996 in Szekszárd;
- Zweikampf: 372,5 kg in der Klasse bis 76 kg 1996 in Szekszárd.